# ناوشکن کلاس شارژر
دیسترویر کلاس شارژر (به انگلیسی: Charger-class destroyer) یک کلاس از کشتی است که طول آن ۱۹۵ فوت (۵۹ متر) می‌باشد.